# 関ノ戸億右エ門 (1736年生)
関ノ戸 億右エ門（せきのと おくえもん、元文元年〈1736年〉 - 天明2年4月17日〈1782年5月28日〉）は、陸奥国（現在の岩手県）出身の大相撲力士。

## 来歴
現在の岩手県一関市花泉町永井出身。
初代伊勢ノ海（幕内・伊勢ノ海五太夫）が開いた伊勢ノ海部屋に入門。頭書は「仙台」。宝暦7年（1757年）10月場所にいきなり前頭筆頭に附け出される形で初土俵を踏む。その後小結から関脇を務め、三役力士としての貫禄を示した。
安永3年（1774年）、初代伊勢ノ海が没すると、2代伊勢ノ海を襲名し、二枚鑑札で現役のまま部屋を経営。安永6年（1777年）10月場所限りで現役を引退、年寄専務となり、初代同様仙台藩の後ろ盾を得て勢力を維持する。自ら勧誘した大黒柱の谷風梶之助が角界の第一人者となった（横綱免許は関ノ戸の没後）のを筆頭に、多くの門下生が活躍していた。会所内でも初代同様に本場所興業へ貢献した。
天明2年（1782年）、数え48歳で急死。